# Marathon van Rome 2003
De marathon van Rome 2003 werd gelopen op 23 maart 2003 in Rome. Het was de negende editie van deze marathon.

## Uitslagen

### Mannen
| rang   | naam                  | land | tijd    |
| ------ | --------------------- | ---- | ------- |
| Goud   | Frederick Cherono     | KEN  | 2:08.47 |
| Zilver | Noah Bor              | KEN  | 2:08.48 |
| Brons  | Alberico Di Cecco     | ITA  | 2:08.53 |
| 4      | Boniface Usisiva      | KEN  | 2:09.11 |
| 5      | Bekele Habtamu        | ETH  | 2:10.42 |
| 6      | Willy Cheruiyot       | KEN  | 2:11.21 |
| 7      | Frederick Chamba      | KEN  | 2:11.23 |
| 8      | Luke Kibet            | KEN  | 2:12.33 |
| 9      | Gashaw Asfaw          | ETH  | 2:13.52 |
| 10     | M Ntawalicura         | KEN  | 2:15.11 |
| 11     | Vicenzo Sardella      | ITA  | 2:16.34 |
| 12     | Lawrence Saina        | KEN  | 2:16.42 |
| 13     | Giorgio Calcaterra    | ITA  | 2:16.45 |
| 14     | Joseph Rutto Kipkoech | KEN  | 2:18.54 |
| 15     | Rachid Kisri          | MAR  | 2:20.52 |

### Vrouwen
| rang   | naam                  | land | tijd    |
| ------ | --------------------- | ---- | ------- |
| Goud   | Gloria Marconi        | ITA  | 2:29.35 |
| Zilver | Simona Stoica         | HUN  | 2:32.15 |
| Brons  | Abeba Tolla           | ETH  | 2:33.48 |
| 4      | Hafida Izem           | MAR  | 2:36.18 |
| 5      | Anne Kosgei           | KEN  | 2:37.50 |
| 6      | Epiphanie Nyirabarame | RWA  | 2:44.45 |
| 7      | Giustina Menna        | ITA  | 2:44.57 |
| 8      | Romina Ridolfi        | ITA  | 2:46.44 |
| 9      | Mirella Fini          | ITA  | 2:47.04 |
| 10     | Christina Neri        | ITA  | 2:48.07 |

1982 ·
1983 ·
1984 ·
1985 ·
1986 ·
1987 ·
1988 ·
1989 ·
1990 ·
1991 ·
1995 ·
1996 ·
1997 ·
1998 ·
1999 ·
2000 ·
2001 ·
2002 ·
2003 ·
2004 ·
2005 ·
2006 ·
2007 ·
2008 ·
2009 ·
2010 ·
2011 ·
2012 ·
2013 ·
2014 ·
2015 ·
2016 ·
2017